# Judith av Habsburg
Judith av Habsburg, född 13 mars 1271, död 18 juni 1297, var drottning av Böhmen och Polen, gift 1285 med kung Wencel II av Böhmen och Polen.

## Biografi
Judith var dotter till Tysk-romerska kejsaren Rudolf I och Gertrud av Hohenburg. 
Hon trolovades med Wencel II år 1276 efter ett fördrag mellan Habsburg och Böhmen. En bindande trolovning ingicks år 1279, och vigseln skedde i Böhmen 1285. Efter bröllopet förde dock hennes far tillbaka henne till Österrike, vilket var ett sätt att skaffa en hållhake på hennes make, eftersom han inte kunde skaffa en tronarvinge så länge hon var utomlands. Ett officiellt skäl var att undvika att Judith fick komma i närheten av sin svärmor, som var omgift med en adelsman, något som sågs som en synd. 
Judith kom till Böhmen 1287. Hon beskrivs som vacker, ädel och kysk och intresserade sig för trubadurpoesi. Hon försökte också medla mellan maken och sin bror. Judith anses ansvarig för att Záviš av Falkenstein, som var hemligt gift med hennes svärmor, blev avrättad år 1290. Judith kröntes med Wencel år 1297, men hon var då svag och medtagen av sina graviditeter, och avled strax därpå.